# 제조소
제조소(製造所, mill) 또는 방앗간은 하나의 원료를 분해 가공하여 그것으로 소비재 또는 원자재를 생산하는 작업장이다. 이에 대해 원자재를 조합하여 공산품을 생산하는 작업장을 공장(factory)이라고 하지만 한국어에서는 제조소도 "공장"의 일종으로 여겨지며 두 용어가 상호 혼용된다.

## 종류
- 제분소(gristmill) - 곡분공장
- 정미소(rice mill) - 도정공장
- 제지소(paper mill) - 종이공장
- 제재소(sawmill) - 재목공장
- 제철소(steel mill) - 철강공장
- 제당소(sugar mill) - 설탕공장
- 제염소(salt mill) - 소금공장
- 제면소(cotton mill) - 면직공장
- 제사소(silk mill) - 견직공장